# Теленомусы
Телено́мусы (лат. Telenomus) — род паразитических перепончатокрылых, яйцеедов из семейства сцелионид (Scelionidae).

## Описание
Взрослые особи крайне мелкие: 0,6—1,7 мм. Личинки развиваются в яйцах насекомых. В мировой фауне несколько сот видов, в Европе около 50.
Развитие от яйца до взрослой особи занимает в благоприятных условиях порядка двух недель. В год теленомусы дают от двух до пяти поколений. Легкость разведения в лабораторных условиях позволяет использовать их для биологической борьбы с вредными насекомыми. Для некоторых видов отмечена форезия — перенос на насекомом-хозяине. Telenomus tetratomus собираются в местах естественных скоплений куколок сибирского шелкопряда, а после выхода бабочек забираются на самок шелкопряда и прикрепляются к груди у основания передних крыльев, после чего переносятся самими бабочками к местам откладки яиц.
Среди хозяйственно важных видов — Telenomus verticillatus Kieff., используемый для борьбы с сосновым шелкопрядом, и Telenomus laeviusculus Ratz. — с кольчатым шелкопрядом. Кроме того, в сельскохозяйственной литературе теленомусами иногда называют представителей другого рода сцелионид — Trissolcus vassilievi Mayr. и Trissolcus semistriatus Nees, используемых в биологической борьбе с клопом вредной черепашкой.

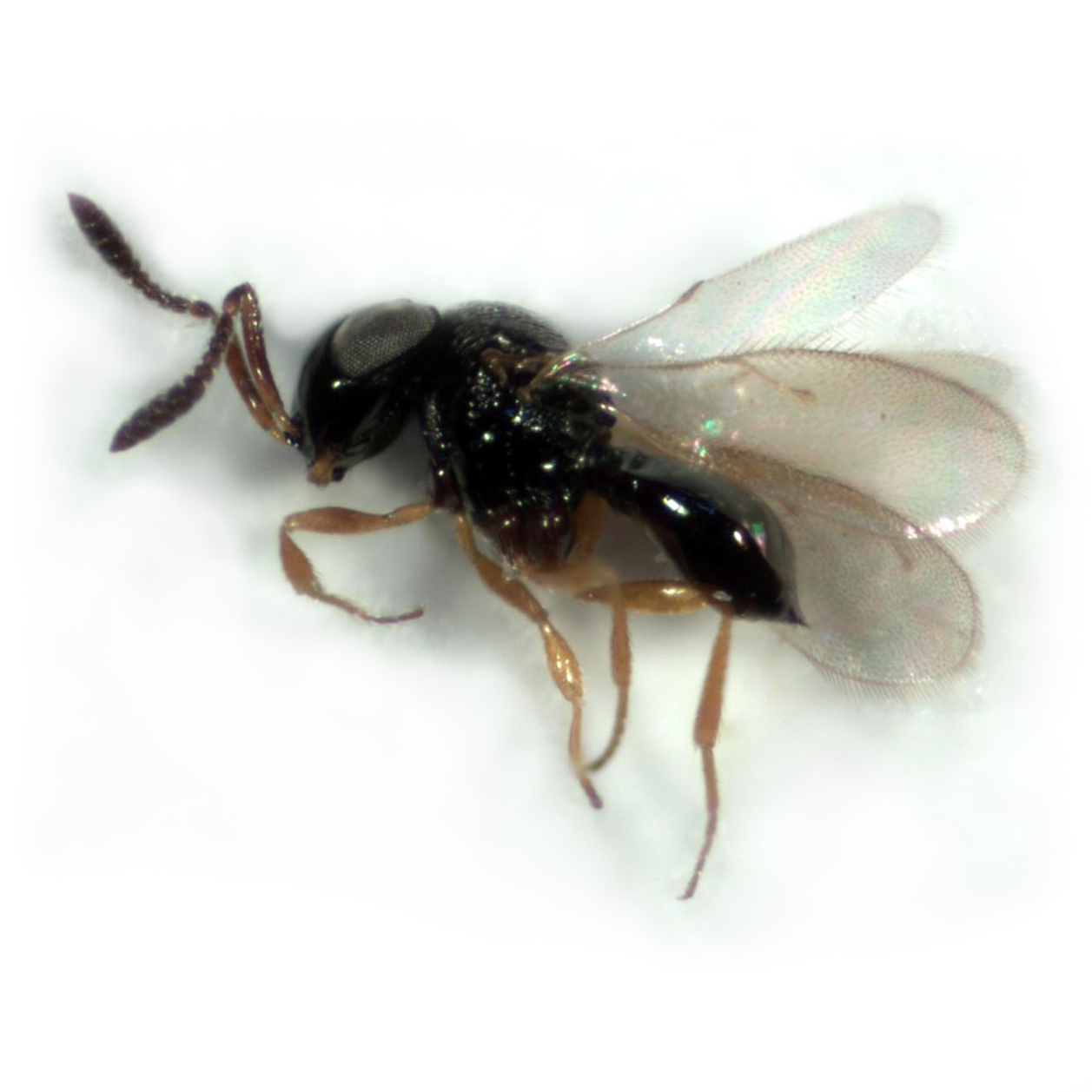
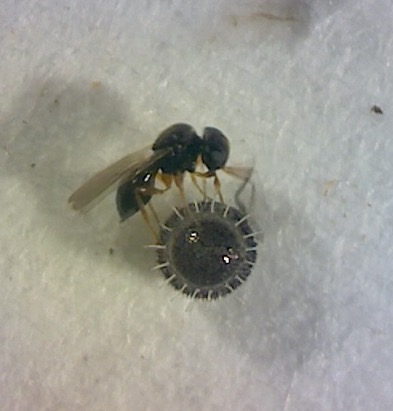

## Классификация
- Telenomus alsophilae Viereck, 1924
- Telenomus angustatus (Thomson, 1861)
- Telenomus aradi Kozlov, 1967
- Telenomus arzamae Riley, 1893
- Telenomus bakeri Kieffer, 1906
- Telenomus bifidus Riley, 1887
- Telenomus brachialis Haliday, 1833
- Telenomus brevis (Thomson, 1861)
- Telenomus californicus Ashmead, 1893
- Telenomus catalpae Muesebeck, 1935
- Telenomus chloropus (Thomson, 1861)
- Telenomus chrysopae Ashmead, 1898
- Telenomus clisiocampae Riley, 1893
- Telenomus coelodasidis Ashmead, 1893
- Telenomus coloradensis Crawford, 1910
- Telenomus dalmani (Ratzeburg, 1844)
- Telenomus dalmanni (Ratzeburg, 1844)
- Telenomus danubialis (Szelényi, 1939)
- Telenomus dimmocki Ashmead, 1898
- Telenomus dolichocerus (Ashmead, 1887)
- Telenomus emersoni (Girault, 1916)
- Telenomus eumicrosmoides Huggert, 1983
- Telenomus fimbriatus Kieffer, 1904
- Telenomus flavipes (Ashmead, 1893)
- Telenomus floridanus (Ashmead, 1893)
- Telenomus geometrae Ashmead, 1893
- Telenomus gnophaelae Ashmead, 1893
- Telenomus goniopsis Crawford, 1913
- Telenomus gossypiicola Ashmead, 1893
- Telenomus gracilicornis Ashmead, 1893
- Telenomus graptae Howard, 1889
- Telenomus heliothidis Ashmead, 1893
- Telenomus heracleicola Brues, 1906
- Telenomus heteropterus Haliday, 1833
- Telenomus hubbardi Ashmead, 1893
- Telenomus hullensis Harrington, 1899
- Telenomus hyalinatus (Thomson, 1859)
- Telenomus ichthyurae Ashmead, 1893
- Telenomus infuscatipes (Ashmead, 1893)
- Telenomus koebelei Ashmead, 1893
- Telenomus kolbei Mayr, 1879
- Telenomus laeviusculus (Ratzeburg, 1844)
- Telenomus laricis Walker, 1836
- Telenomus lavernae Ashmead, 1893
- Telenomus lineolatus Kozlov, 1967
- Telenomus longicornis Ashmead, 1901
- Telenomus longistriatus Kozlov, 1967
- Telenomus maculipennis Ashmead, 1893
- Telenomus minimus Ashmead, 1893
- Telenomus nigriscapsus Ashmead, 1893
- Telenomus nitidulus (Thomson, 1844)
- Telenomus noctuae Ashmead, 1893
- Telenomus opacus (Howard, 1889)
- Telenomus othus Haliday, 1833
- Telenomus ovivorus (Ashmead, 1893)
- Telenomus pallidipes (Thomson, 1861)
- Telenomus pamphilae Ashmead, 1899
- Telenomus pentatomus Kieffer, 1906
- Telenomus perplexus Girault, 1906
- Telenomus persimilis Ashmead, 1893
- Telenomus phalaenarum (Nees, 1834)
- Telenomus podisi Ashmead, 1893
- Telenomus politus (Thomson, 1861)
- Telenomus punctiventris Thomson, 1861
- Telenomus pusillus Ashmead, 1893
- Telenomus quaintancei Girault, 1906
- Telenomus reynoldsi Gordh and Coker, 1973
- Telenomus rileyi Howard, 1889
- Telenomus sphingis (Ashmead, 1887)
- Telenomus spilosomatis Ashmead, 1893
- Telenomus szelenyii Muesebeck, 1974
- Telenomus tabanivorus (Ashmead, 1895)
- Telenomus tenuicornis (Thomson, 1861)
- Telenomus tetratomus Kieffer, 1906
- Telenomus texanus Brues, 1902
- Telenomus truncatus (Nees, 1834)